# Sericesthis incisa
Sericesthis incisa är en skalbaggsart som beskrevs av Britton 1987. Sericesthis incisa ingår i släktet Sericesthis och familjen Melolonthidae. Inga underarter finns listade i Catalogue of Life.